# Vòng loại Giải vô địch bóng đá Đông Nam Á 2022
Vòng loại Giải vô địch bóng đá Đông Nam Á 2022 là quá trình vòng loại cho Giải vô địch bóng đá Đông Nam Á 2022, lần thứ 14 của Giải vô địch bóng đá Đông Nam Á. Đội tuyển Brunei và Đông Timor sẽ thi đấu với nhau trong hai lượt trận trên sân nhà và sân khách để giành tấm vé thứ 10 và cũng là cuối cùng vào chơi tại vòng chung kết. Cả hai trận đấu sẽ được tổ chức tại Brunei do sân của Đông Timor không đáp ứng tiêu chuẩn của FIFA.
Brunei đã lọt vào vòng bảng của Giải vô địch bóng đá Đông Nam Á 2022 sau khi thắng Đông Timor với tổng tỷ số là 6–3

## Địa điểm
| Bandar Seri Begawan             |
| ------------------------------- |
| Khu liên hợp thể thao Điền kinh |
| Sức chứa: 1.700                 |
|                                 |
| Bandar Seri Begawan             |

## Các trận đấu

### Lượt đi
| Brunei                                                                 | 6–2      | Đông Timor                   |
| ---------------------------------------------------------------------- | -------- | ---------------------------- |
| - Abdul Azizi 18', 33' - Ramlli 60', 90+3' - Saleh 75' - Aminuddin 89' | Chi tiết | - Mouzinho 45+1' - Frith 65' |

| Brunei | Đông Timor |

### Lượt về
| Đông Timor       | 1–0      | Brunei |
| ---------------- | -------- | ------ |
| - Mouzinho 45+2' | Chi tiết |        |

| Đông Timor | Brunei |

Brunei giành chiến thắng với tổng tỷ số 6–3.

## Cầu thủ ghi bàn
Đã có 9 bàn thắng ghi được trong 2 trận đấu, trung bình 4.5 bàn thắng mỗi trận đấu.
2 bàn thắng
- Abdul Azizi Ali Rahman
- Razimie Ramlli
- Mouzinho

1 bàn thắng
- Azwan Saleh
- Wafi Aminuddin
- Jhon Frith